# Квінтесенція (космологія)
Квінтесенція (англ. Quintessence) - гіпотетична форма темної енергії у космології, введена для пояснення спостережуваного прискореного розширення Всесвіту. Квінтесенція відрізняється від космологічної сталої тим, що вона може змінюватись з часом. Деякі фізики описують її як п'яту фундаментальну взаємодію.
Перший приклад квінтесенції запропонували Ратра і Піблс (1988) та Веттеріх (1988). У статті 1998 року Роберта Калдвелла, Рахула Дейва та Пола Стейнгардта вперше був введений термін «квінтесенція», а сама концепція була розширена до більш загальних типів змінної в часі темної енергії.

## Термінологія
Назва походить від лат. quinta essentia («п'ятий елемент»). Так починаючи з Середньовіччя називався елемент, доданий Аристотелем до інших чотирьох стародавніх класичних елементів, який він вважав матеріалом небесного світу. Арістотель вважав, що це чистий, тонкий і первісний елемент. Пізніші вчені ототожнили цей елемент з ефіром. Подібним чином сучасна квінтесенція була б п’ятим відомим «динамічним, залежним від часу та просторово неоднорідним» внеском у загальний вміст маси та енергії у Всесвіті.
Звичайно, інші чотири компоненти не є давньогрецькими класичними елементами, а радше «баріонами, нейтрино, темною матерією і випромінюванням». Хоча нейтрино іноді вважають випромінюванням, термін «випромінювання» в цьому контексті використовується лише для позначення безмасових фотонів. Просторова кривизна космосу (яка не була виявлена) виключена, оскільки вона нединамічна та однорідна; космологічна константа не розглядається як п'ятий компонент у цьому сенсі, оскільки вона нединамічна, однорідна та не залежить від часу.

## Огляд результатів
Квінтесенція Q описується як скалярне поле з рівнянням стану, в якому wq (відношення тиску pq до густини {\displaystyle \rho }q) задається потенціальною енергією {\displaystyle V(Q)} і кінетичним членом:
{\displaystyle w_{q}={\frac {p_{q}}{\rho _{q}}}={\frac {{\frac {1}{2}}{\dot {Q}}^{2}-V(Q)}{{\frac {1}{2}}{\dot {Q}}^{2}+V(Q)}}}
Отже, квінтесенція є динамічною і, як правило, має параметри густини та wq, які змінюються з часом. Це відрізняє її від космологічної константи, яка є статичною з фіксованою густиною енергії та wq = − 1.
Квінтесенція може створювати як тяжіння, так і відштовхування, в залежності від співвідношення її кінетичної та потенційної енергії. Висловлювалось припущення, що квінтесенція перейшла від тяжіння до відштовхування близько десяти мільярдів років тому, приблизно через 3,5 мільярда років після Великого вибуху.
Окремими випадками квінтесенції є фантомна енергія, в якій w q < − 1, та k-есенція (k-essence, скорочення від kinetic quintessence), що має нестандартну форму кінетичної енергії. Якби цей тип енергії існував, то густина темної енергії у Всесвіті зростала б, Всесвіт би розширювався зі швидкістю, вищою за експоненціальну, і це спричинило б великий розрив.
У 2021 році група дослідників стверджувала, що напруження Габбла (певна неузгодженість значень сталої Габбла, виміряних локальними і глобальними методами) може означати, що життєздатними є лише моделі квінтесенції з ненульовою константою зв’язку.